# Svenska cupen i fotboll för damer 2012
Svenska cupen i fotboll för damer 2012 var den 31:a säsongen av huvudcupen för damer i Sverige. Cupen vanns av Kopparbergs/Göteborg med 2-1 i finalen mot Tyresö FF efter förlängning.

## Omgång 1
2012-03-10 17:30	Bergdalens IK - Skövde KIK
0 - 4
	Borås Arena 
2012-03-13 21:00	Vaksala SK - IFK Täby FK
3 - 2
98	Årsta IP Konstgräs 
2012-03-18 14:00	Landsbro IF FK - Lindsdals IF
0 - 3
	Heds Arena, Vetlanda 
2012-03-23 18:30	Kvarnby IK - BK Höllviken
1 - 8
73	Bäckagårds plan 1 
2012-03-25 12:00	Ulvåkers IF - IFK Skoghall DF
1 - 3
30	Södermalms IP konstgräs 
2012-03-26 20:15	IK Sturehov - Gideonsbergs IF
1 - 7
	Karlslund Arena 
2012-03-30 19:00	Forsheda IF - Mariebo IK
OW (0 - 3)
	Ljuseveka konstgräs 
2012-03-30 19:15	Norrköping City DFF - IFK Nyköping 
2 - 3
130	Nya Parken 
2012-03-31 14:15	Arnäs IF - Östersunds DFF
1 - 14
18	Skyttis IP 1 
2012-03-31 16:00	IF Brommapojkarna - IK Sirius FK
1 - 3
	Grimsta IP 1 
2012-04-01 14:00	Göteborgs SIF - Holmalunds IF
OW (0 - 3)
	Guldheden Södra 1 Konstgräs 
2012-04-01 15:30	Bele Barkarby FF - Tyresö DFF
3 - 1
40	Järfällavallen 
2012-04-01 19:00	Dalkurd FF - IK Huge 
0 - 15
25	Domnarvsvallen 
2012-04-05 14:00	Själevads IK - Krokom/Dvärsätt IF
5 - 0
	Skyttis IP 
2012-04-05 19:00	BK Vången - IF Limhamn Bunkeflo
4 - 6
60	Bäckagårds plan 1 
2012-04-05 19:30	Sundsvalls DFF - IF Team Hudik
WO (3 - 0)
	Norrporten Arena 
2012-04-05 20:00	Telge United FF - Stuvsta IF
WO (3 - 0)
	Södertälje Fotbollsarena 
2012-04-06 12:30	IF Böljan - Eskilsminne DIF 
1 - 2
40	Falkenbergs IP konstgräs 
2012-04-06 15:00	Skepplanda BTK - Torslanda IK
0 - 4
	Lekstorpsvallen 1 Konstgräs 
2012-04-06 16:15	Valinge IF - IFK Värnamo
2 - 5
	Påskbergsvallen 
2012-04-09 11:00	Islingby IK - IFK Mora FK
0 - 9
	Ljungbergsplanen 
2012-04-09 11:30	Rynninge IK - Västerås BK 30
1 - 0
19	Karlslund Arena 
2012-04-09 12:00	Kroppefjälls IF - Stångenäs AIS
2 - 4
	Dalslands Sparbank Arena 
2012-04-09 13:00	Skattkärrs IF - Mallbackens IF
1 - 4
	Klasmossen IP Konstgräs 
2012-04-09 13:00	IS Halmia - Borgeby FK
0 - 2
30	Halmstad Arena 
2012-04-09 13:00	BK Kick - Stattena IF
1 - 7
30	Kroksbäck IP 
2012-04-09 14:00	Enskede IK - Tierps IF
2 - 1
35	Enskede IP 2 
2012-04-09 14:00	Eneby BK - Rågsveds IF
WO (3 - 0)
	Nya Parken 
2012-04-09 14:00	FC Oscarshamn - IFK Kalmar 
1 - 9
79	Arena Oskarshamn 
2012-04-09 14:30	IFK Lidingö FK - Bollstanäs SK
1 - 7
57	Lidingövallen 
2012-04-09 14:30	Ormaryds IF - Smedby AIS
1 - 3
40	Skogsvallen - Konstgräs 
2012-04-09 15:00	Emmaboda IS - Rödeby AIF
0 - 1
22	Emmaboda IP - Konstgräs 
2012-04-09 15:45	Dalhem IF - Hammarby IF DFF
3 - 7
110	Rävhagen Konstgräs 
2012-04-09 16:00	IFK Åkullsjön - Alviks IK
0 - 1
	Stantorsvallen 1 
2012-04-09 16:00	Fagersanna IF - Mariestads BoIS FF
1 - 2
	Sportparken Tibro 
2012-04-09 16:00	IF Angered United - IK Gauthiod
1 - 8
	Hjällbovallen 2 Konstgräs 
2012-04-09 16:00	IK Rössö Uddevalla - Qviding FIF
0 - 2
45	Undavallen 
2012-04-09 19:00	Mariehem SK - Sunnanå SK
0 - 7
	T3 Arena 
2012-04-10 19:30	Ängelholms FF - Falkenbergs FF
2 - 1
	Valhall Park 
2012-04-14 12:30  	Spöland Vännäs IF - Notvikens IK
7 - 6 e.s.
	Vännäs IP 

### Omgång 2
2012-04-17 20:15	Mariestads BoIS FF - IFK Skoghall DF
4 - 2
20	
2012-04-21 11:00	Vaksala SK - Bele Barkarby FF
3 - 0
	Årsta IP Konstgräs 
2012-04-24 19:00	IFK Nyköping - Hammarby IF DFF
0 - 2
85	Folkungavallen 
2012-04-25 19:30	Alviks IK - Spöland Vännäs IF 
2 - 1
40	Liko Arena 
2012-04-26 18:45	Rynninge IK - Smedby AIS
0 - 6
	Trängens IP 
2012-04-30 14:00	Själevads IK - Sunnanå SK
1 - 2
115	Skyttis IP 
2012-05-01 13:00	Eskilsminne DIF - IF Limhamn Bunkeflo
0 - 4
	Västergårds IP 
2012-05-01 14:00	BK Höllviken - Stattena IF
0 - 2
	Höllvikens IP 
2012-05-01 14:00	Torslanda IK - IK Gauthiod
5 - 3
81	Torslandavallen 1 Gräs 
2012-05-01 14:00	Östersunds DFF - Sundsvalls DFF 
0 - 6
194	Jämtkraft Arena 
2012-05-01 14:30	Telge United FF - Bollstanäs SK
1 - 9
50	Geneta IP 
2012-05-01 15:00	Skövde KIK - Qviding FIF
3 - 2
80	Lillegårdens IP 
2012-05-01 16:00	Rödeby AIF - Lindsdals IF
1 - 0
	Åvallen 
2012-05-01 16:00	IFK Värnamo - IFK Kalmar 
1 - 4
120	Finnvedsvallen 
2012-05-01 18:00	Gideonsbergs IF - Enskede IK
5 - 3
	Swedbank Park (konstgräs) 
2012-05-02 18:30	Mariebo IK - Eneby BK
2 - 0
74	Mariebovallen 
2012-05-02 19:00	Stångenäs AIS - Holmalunds IF
WO (3 - 0)
	Brastad Arena 
2012-05-02 19:00	IFK Mora FK - Mallbackens IF
2 - 6
	Prästholmens IP 
2012-05-02 19:00	Ängelholms FF - Borgeby FK
1 - 4
	Ängelholms IP 
2012-05-02 19:30	IK Huge - IK Sirius FK
0 - 5
144	Strömvallen 

### Omgång 3
2012-05-15 19:00	Vaksala SK - Sundsvalls DFF 
0 - 4
200	Årsta IP Konstgräs 
2012-05-15 19:00	Smedby AIS - Linköpings FC
0 - 5
121	Smedby IP 
2012-05-15 19:00	IFK Kalmar - Kristianstads DFF
0 - 5
346	Gröndals IP 
2012-05-15 19:00	Rödeby AIF - Vittsjö GIK
2 - 1
530	Åvallen 
2012-05-16 19:00	Sunnanå SK - Umeå IK FF
1 - 2
	Norrvalla IP 
2012-05-16 19:00	IK Sirius FK - Tyresö FF
1 - 3
1 526	Studenternas IP 
2012-05-16 19:00	Bollstanäs SK - KIF Örebro DFF
1 - 2
	Bollstanäs IP 1 
2012-05-16 19:00	Hammarby IF DFF - AIK FF
0 - 1
232	Hammarby IP 1 
2012-05-16 19:00	Mariestads BoIS FF - Jitex BK
0 - 7
200	Lekevi IP 
2012-05-16 19:30	Stångenäs AIS - Torslanda IK
4 - 5 e.s.
60	Brastad Arena 
2012-05-16 20:00	Gideonsbergs IF - Djurgårdens IF DFF
0 - 8
154	Swedbank Park (konstgräs) 
2012-05-17 12:00	Stattena IF - LdB FC Malmö
0 - 3
210	Olympiafältet 
2012-05-17 14:00	Alviks IK - Piteå IF
0 - 6
122	Liko Arena 
2012-05-17 14:00	Skövde KIK - Mallbackens IF
0 - 2
43	Södermalms IP 1 
2012-05-17 17:00	Mariebo IK - Kopparbergs/Göteborg FC
0 - 4
310	Mariebovallen 
2012-05-23 19:00	Borgeby FK - IF Limhamn Bunkeflo
0 - 2
	Borgeby IP 

### Omgång 4
2012-06-06 13:00	Mallbackens IF - Sundsvalls DFF 
2 - 0
240	Strandvallen, Mallbacken 
2012-06-06 14:00	KIF Örebro DFF - Umeå IK FF
0 - 1
551	Behrn Arena 
2012-06-06 15:00	AIK FF - Piteå IF
1 - 3
112	Skytteholms IP 2 
2012-06-06 15:00	Djurgårdens IF DFF - Tyresö FF
1 - 3
518	Kristinebergs IP 1 
2012-06-06 16:00	Torslanda IK - Kopparbergs/Göteborg FC
1 - 4
470	Torslandavallen 1 Gräs 
2012-06-06 17:00	Kristianstads DFF - Linköpings FC
2 - 1
249	Vilans IP 
2012-06-06 17:00	Rödeby AIF - LdB FC Malmö
0 - 6
1 136	Åvallen 
2012-07-27 18:30	IF Limhamn Bunkeflo - Jitex BK
0 - 2
215	Bunkeflo IP 

### Kvartsfinal
2012-08-12 14:00	LdB FC Malmö - Umeå IK FF
1 - 0
367	Malmö IP 
2012-08-14 18:00	Piteå IF - Jitex BK
2 - 3 e.f.
620	LF Arena 
2012-08-14 19:00	Kopparbergs/Göteborg FC - Kristianstads DFF
3 - 0
455	Valhalla 1 Konstgräs 
2012-08-15 19:00	Mallbackens IF - Tyresö FF
1 - 5
1 620	Strandvallen, Mallbacken 

### Semifinal
|       | 29 augusti 2012 | Kopparbergs/Göteborg FC            | 2 – 1   | LDdB FC         | Valhalla IP                               |                                           |
| 19:00 | 19:00           | Christen Press 13′ Sara Lindén 29′ | Rapport | Anja Mittag 90′ | Göteborg Publik: 418 Domare: Sara Persson | Göteborg Publik: 418 Domare: Sara Persson |
| 19:00 | 19:00           |                                    |         |                 | Göteborg Publik: 418 Domare: Sara Persson | Göteborg Publik: 418 Domare: Sara Persson |
| 19:00 | 19:00           |                                    |         |                 | Göteborg Publik: 418 Domare: Sara Persson | Göteborg Publik: 418 Domare: Sara Persson |

|       | 29 augusti 2012 | Tyresö FF | 6 – 2           | Jitex BK                              | Tyresövallen                                |                                             |
| 19:00 | 19:00           | Kirsten van de Ven 19′ Veronica Boquete Giadans 23′ Veronica Boquete Giadans 34′ Madelaine Edlund 36′ Madeleaine Edlund 66′ Kirsten van de Ven 71′ | (4 – 0) Rapport | Mikaela Utas 54′ Kristine Lindbom 81′ | Tyresö Publik: 1 678 Domare: Linn Andersson | Tyresö Publik: 1 678 Domare: Linn Andersson |
| 19:00 | 19:00           | |                 |                                       | Tyresö Publik: 1 678 Domare: Linn Andersson | Tyresö Publik: 1 678 Domare: Linn Andersson |
| 19:00 | 19:00           | |                 |                                       | Tyresö Publik: 1 678 Domare: Linn Andersson | Tyresö Publik: 1 678 Domare: Linn Andersson |

### Final
|       | 11 oktober 2012 | Kopparbergs/Göteborg FC                | 2 – 1   | Tyresö FF | Valhalla IP                                 |                                             |
| 19:00 | 19:00           | Christen Press 9′ Marlene Sjöberg 107′ | Rapport | Marta 66′ | Göteborg Publik: 768 Domare: Linn Andersson | Göteborg Publik: 768 Domare: Linn Andersson |
| 19:00 | 19:00           |                                        |         |           | Göteborg Publik: 768 Domare: Linn Andersson | Göteborg Publik: 768 Domare: Linn Andersson |
| 19:00 | 19:00           |                                        |         |           | Göteborg Publik: 768 Domare: Linn Andersson | Göteborg Publik: 768 Domare: Linn Andersson |